# Сан-Томе и Принсипи на Олимпийских играх
Представители Демократической Республики Сан-Томе и Принсипи участвовали в шести летних Олимпиадах. Дебютировали на Играх в Атланте в 1996 году. В зимних Олимпийских играх Сан-Томе и Принсипи участия не принимали. Спортсмены Сан-Томе и Принсипи никогда не завоёвывали олимпийских медалей.